# Soglia aerobica
La soglia aerobica (aerobic threshold) è un termine usato nella fisiologia dell'esercizio fisico per indicare, all'interno dei sistemi aerobici, il punto dell'intensità in cui avviene un aumento delle concentrazioni di lattato (2 mmol/l) superiore ai livelli basali, e l'attivazione delle fibre muscolari a contrazione rapida (tipo 2a) a supporto delle fibre a contrazione lenta (tipo 1) per sostenere lo sforzo. Si distingue dal più popolare concetto di soglia anaerobica (lactate threshold), un punto riconoscibile ad intensità maggiori, in cui le concentrazioni di lattato ammontano a circa il doppio (4 mmol/l), e che se superato, sancisce l'intervento preponderante del metabolismo anaerobico, e impone l'arresto dell'attività fisica entro pochi minuti.

## Definizione
La soglia aerobica è stata definita come il punto subito al di sotto del livello del metabolismo energetico dove le concentrazioni di lattato ematico aumentano rispetto ai livelli basali. Può essere anche definita come il livello al di sotto del quale la maggior parte delle fibre muscolari lavorano attraverso il metabolismo aerobico. Questo punto viene generalmente raggiunto quando le concentrazioni di lattato ammontano a circa 2 millimoli per litro (2 mmol/l). Si crede che la soglia aerobica sia inoltre il punto in cui avviene un cambiamento del tipo di fibre muscolari reclutate durante l'attività. Durante attività aerobiche a bassa intensità, vengono reclutate le fibre a contrazione lenta o di tipo 1, più adatte a sostenere sforzi poco intensi e di lunga durata. Come l'intensità dell'esercizio aumenta, più fibre muscolari verranno reclutate. Quando le fibre lente o di tipo 1 non possono più sostenere l'attività muscolare a causa dell'aumento dell'intensità, allora vengono attivate le fibre rapide o di tipo 2. Alcuni ricercatori proposero che la soglia aerobica è il punto dove intervengono le fibre rapida di tipo 2a, risultando in un aumento del lattato ematico. La soglia aerobica non gioca un ruolo significativo nella corsa, tuttavia risulta come un importante indicatore dell'intensità dell'esercizio. Alcune ricerche hanno rilevato che il livello di intensità minimo in cui avviene il primo aumento delle concentrazioni di lattato (un evento che è stato attribuito alla soglia aerobica) avviene alla stessa intensità in cui si verifica maggior tasso di ossidazione dei grassi, cioè la zona lipolitica. Secondo queste conclusioni, la soglia aerobica si collocherebbe alla stessa intensità della zona lipolitica.
Può sembrare che la soglia aerobica abbia dei punti in comune con il cosiddetto crossover point (punto di confine), ovvero un punto dell'intensità in cui il metabolismo aerobico si sposta da un dispendio prevalentemente lipidico ad un dispendio prevalentemente glucidico (glicogeno) durante l'attività aerobica. In altri termini il livello dell'intensità in cui l'energia derivata dai carboidrati prevale su quella derivata dai grassi. È stato stabilito che il livello di intensità in cui avviene questo passaggio è approssimativamente al 75% del VO2max. L'aumento dell'utilizzo del glicogeno ad intensità maggiori è legato a molti fattori tra cui il maggiore rilascio di adrenalina, la minore disponibilità degli acidi grassi e il maggiore reclutamento delle fibre muscolari di tipo 2. Le similitudini tra i due concetti consistono nel fatto che entrambi questi livelli di intensità segnalano un aumento dei livelli di lattato rispetto ai livelli basali, l'aumento crescente dell'impiego energetico di glucidi, l'intervento delle fibre di tipo 2 e un aumento delle catecolammine.